# Белоцветник летний
Белоцве́тник ле́тний (лат. Leucójum aestívum) — вид растений рода Белоцветник семейства Амариллисовые.

## Ботаническое описание

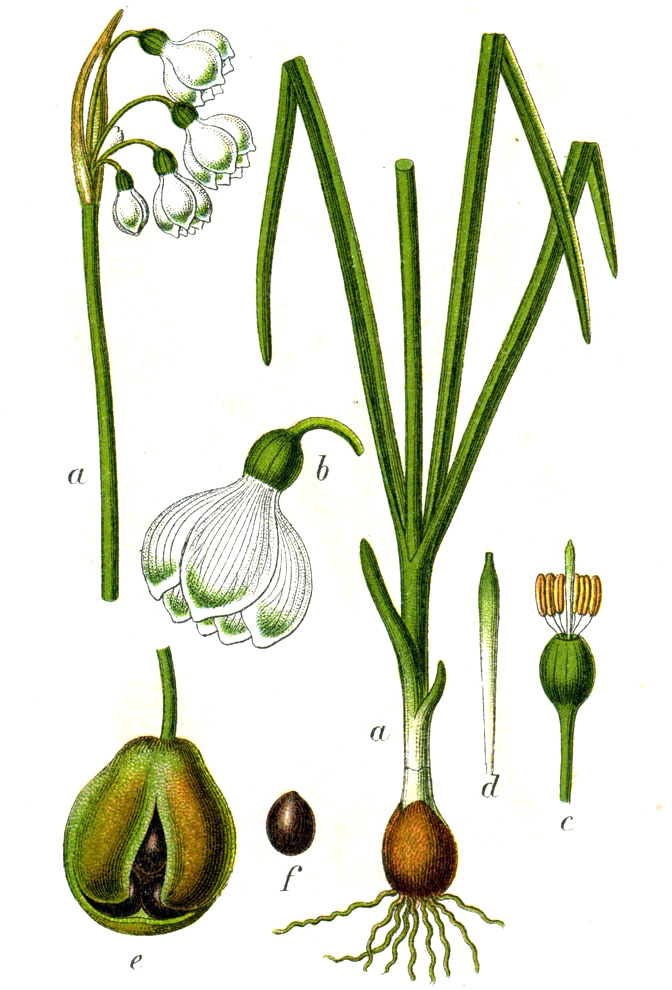

Луковица яйцевидная, 4—5 см длиной и 3—4 см в диаметре. Влагалище плёнчатое, 3—6 см длиной.
Листья в числе двух — пяти, сизовато-зелёные, 25—40(60) см длиной и 1—1,5 см шириной.
Стрелка слегка уплощённая, обоюдоострая, полая внутри, одной высоты с листьями; крыло перепончатое, с двумя зелёными килями до 5 см длиной; цветоножка до 6 см длиной. Цветки поникающие, в зонтиковидном соцветии, состоящем из трёх — десяти цветков, до 3 см в диаметре. Листочки околоцветника белые, широколанцетные, с заострённой верхушкой, 1—3 см длиной и около 1 см шириной, с зелёным пятном у верхушки. Тычиночные нити белые, около 0,5 см длиной; пыльники треугольные, притуплённые, жёлтые, 0,5 см длиной. Завязь продолговатая, 0,5 см в диаметре; столбик нитевидный, белый, у основания зелёный, с усечённым рыльцем, длиной превышает тычинки. Бутоны появляются в конце апреля — мае, цветёт во строй половине мая — начале июня.
Плод — продолговатая мясистая коробочка, 1,5—2 см длиной, 1,5 см в диаметре; семена чёрные, с отстающей семенной кожурой и воздушными карманами. Цветёт в мае — июне.
Число хромосом 2n=20 (Heitz, 1926), 2n=22 (Nagao, Takusagawa, 1932; Inariyama, 1937; Sato, 1937, 1938; Neves, 1939; La Coure, 1946), 2n=24 (Polya, 1948).

## Распространение
Атлантическая Европа, Средняя и Южная Европа, Средиземноморье, Балканы, Малая Азия, Иран, Юго-западная Украина — Закарпатская, Херсонская и Измаильская области; Крым (горные районы), Кавказ — западное побережье от Краснодара до Батуми. В Краснодарском крае отмечается в Западном Предкавказье: г. Краснодар у посёлка Белозёрного, х. Хоробкин на берегу пруда, Таманский полуостров в Казачьем Ерике, окраины города Темрюк, в окрестностях Новороссийска (в Цемесской роще). Западная граница ареала проходит в Ирландии, южная — в Северной Италии, Албании и северной Болгарии. 
Растёт на влажных лугах, часто затопляемых вешними водами, в долинах рек, на пашнях.

## Хозяйственное значение и применение
Луковицы белоцветника летнего были предложены в качестве сырья для получения алкалоида галантамина.

## Интересные факты
Были выпущены марки с изображением белоцветника летнего в 1982 г. в Болгарии в составе серии «Лекарственные растения» и в 1994 г. в Венгрии в составе серии «Цветы Европы».